# Arpophyllum laxiflorum
Arpophyllum laxiflorum är en orkidéart som beskrevs av Ernst Hugo Heinrich Pfitzer. Arpophyllum laxiflorum ingår i släktet Arpophyllum och familjen orkidéer. Inga underarter finns listade i Catalogue of Life.